# Metrophanes II.
Metrophanes II. († 1. August 1443) war von 1440 bis 1443 Patriarch von Konstantinopel und Nachfolger von Joseph II.
Er war zunächst Bischof von Cyzika. Im ersten Rundbrief nach seiner durch Kaiser Johannes VIII. unterstützten Wahl verkündete Metrophanes II. die 1439 auf dem Konzil von Ferrara-Florenz beschlossene Union mit Rom. Er bestand dabei aber auf der Beibehaltung des griechischen Ritus.